# 263 Pułk Piechoty (1920)
263 ochotniczy pułk piechoty (4 Pomorski pp)  (263 pp) – oddział piechoty Wojska Polskiego w II Rzeczypospolitej okresu wojny polsko-bolszewickiej.

## Formowanie i zmiany organizacyjne
263 ochotniczy pułk piechoty (4 Pomorski pp) sformowany został w sierpniu 1920 przy batalionie zapasowym 63 pułku piechoty. Jego I batalion powstał w Toruniu, II batalion - w Grudziądzu, a III batalion w Bydgoszczy. 24 lipca II batalion odjechał na front. W czasie uroczystego pożegnania na stacji kolejowej w Grudziądzu, kiedy orkiestra grała polskie pieśni wojskowe, lokomotywy obsługiwane przez kolejarzy niemieckich przeraźliwym świstem zagłuszały muzykę. To demonstracyjne działanie wywołało ogromne oburzenie wśród ludności i żołnierzy.

## Działania pułku (batalionu) na froncie
Już 2 sierpnia 1920 II batalion walczył pod Śniadowem z oddziałami sowieckiej 15 Dywizji Kawalerii. Po zużyciu amunicji batalion został rozbity, a jego straty sięgały 75% stanu etatowego.
Pułk został rozformowany 28 sierpnia w Mławie, a jego żołnierzy wcielono do 202 pułku piechoty, 65 pułku piechoty i oddziałów 18 Dywizji Piechoty.